# Krakatauia namatalaui
Krakatauia namatalaui är en tvåvingeart som beskrevs av Daniel J. Bickel 2008. Krakatauia namatalaui ingår i släktet Krakatauia och familjen styltflugor.
Artens utbredningsområde är Fiji. Inga underarter finns listade i Catalogue of Life.